# Audlem
Audlem is een civil parish in het bestuurlijke gebied Cheshire East, in het Engelse graafschap Cheshire met 1991 inwoners.

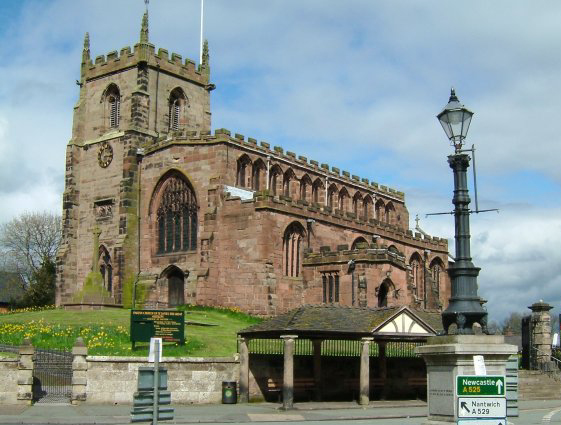